# Perilitus kaszabi
Perilitus kaszabi är en stekelart som beskrevs av Haeselbarth 1999. Perilitus kaszabi ingår i släktet Perilitus och familjen bracksteklar. Inga underarter finns listade i Catalogue of Life.